# LP1 (álbum)
LP1 é o álbum de estreia do cantor inglês Liam Payne. O álbum foi lançado em 6 de dezembro de 2019 pela Capitol Records. É o único álbum de estúdio lançado em carreira solo por Payne, até sua morte em 16 de outubro de 2024.

## Antecedentes
Após o lançamento de seu single "Bedroom Floor" em outubro de 2017, Payne disse à Hits Radio que seu álbum seria lançado em janeiro de 2018, dizendo que ele havia trabalhado com Ed Sheeran e que ele "realmente não queria se identificar" lá em baixo, então tem um pop sombrio por aí, algumas faixas súper urbanas e muita música trap". Em maio de 2018, Payne disse ao Good Morning America que o álbum seria lançado em 14 de setembro de 2018 e que havia "uma boa mistura de pessoas bonitas no meu álbum, o que é incrível".
Em setembro de 2019, após o lançamento de "Stack It Up", a MTV disse que Payne "passou grande parte de 2019 no estúdio". No mesmo mês, Payne revelou à estação de rádio australiana Nova 96.9 que o álbum estava terminado, que ele estava "orgulhoso" dele e é "exatamente do jeito que eu gostaria que meu primeiro álbum soasse". Ele também afirmou que é "muito orientado para hip-hop e R&B , com muitos artistas que eu gosto - uma referência a Usher e Justin Timberlake".

## Lista de faixas
Lista de faixas adaptadas do Apple Music. 
| N.º            | Título                                        | Compositor(es) | Produtor(es)                                   | Duração |  |
| 1.             | "Stack It Up" (Com A Boogie wit da Hoodie)    | Edward Sheeran Julius Dubose Steve McCutcheon Frederik Gibson | Steve Mac Gibson                               | 2:45    |  |
| 2.             | "Remember"                                    | James Abrahart Jonathan Price Stefan Johnson Jordan Johnson Marcus Lomax Oliver Peterhof | The Monsters and the Strangerz Oliver Peterhof | 3:09    |  |
| 3.             | "Heart Meet Break"                            | Jake Torrey Michael Matosic Joseph Spargur | Jake Torrey                                    | 1:56    |  |
| 4.             | "Hips Don't Lie"                              | S. Johnson J. Johnson Lomax Alexander Izquerdio]] Peterhof | The Monsters and the Strangerz                 | 3:28    |  |
| 5.             | "Tell Your Friends"                           | David Brown Dylan Bauld Samuel Watters | Lucky Daye Sam Watters                         | 3:15    |  |
| 6.             | "Say It All"                                  | Liam Payne Ryan Tedder Sandy Wilhelm Mikkel Eriksen Tor Hermansen | Tedder Stargate                                | 3:27    |  |
| 7.             | "Rude Hours"                                  | James Duval Rudolph Huggins Daniel Schofield | James Duval DannyBoyStyles                     | 3:55    |  |
| 8.             | "Live Forever" (feat Cheat Codes)             | Samuel Preston Evan Kidd Bogart Sylvester "Sly" Sivertsen | Cheat Codes Evan Bogart Sly                    | 2:54    |  |
| 9.             | "Weekend"                                     | Payne Aaron Zuckerman Simon Wilcox Nolan Lambroza Shaun Frank | Shaun Frank Sir Nolan                          | 3:10    |  |
| 10.            | "Both Ways"                                   | Payne Ruth-Anne Cunningham Stephanie Jones Ian Franzino Andrew Haas | Ruth-Anne Cunningham                           | 3:18    |  |
| 11.            | "Strip That Down" (Com Quavo)                 | Payne Sheeran McCutcheon Orville Burrell Rickardo Ducent Shaun Pizzonia Brian Thompson Sylvester Allen Harold Ray Brown Morris Dickerson Le Roy Lonnie Jordan Charles William Miller Lee Oskar Howard E. Scott Quavious Marshall | Mac                                            | 3:22    |  |
| 12.            | "For You (Fifty Shades Freed)" (Com Rita Ora) | Alexandra Tamposi Alexander Payami Andrew Wotman | Ali Payami Watt Peter Karlsson                 | 4:02    |  |
| 13.            | "Familiar" (Com J Balvin)                     | Gamal Lewis Sean Douglas Michael Sabath José Álvaro Osorio Balvin | Mike Sabath                                    | 3:14    |  |
| 14.            | "Polaroid" (Com Jonas Blue e Lennon Stella)   | Guy James Robin John Paul Cooper Samuel Romans Edward Drewett | Jonas Blue                                     | 3:08    |  |
| 15.            | "Get Low" (Com Zedd)                          | Anton Zaslavski Charles Hinshaw Jr. Tristan Landymore Fabienne Holloway | Zedd                                           | 3:23    |  |
| 16.            | "Bedroom Floor"                               | Charles Puth Jr. Jacob Kasher Hindlin McCutcheon Ammar Malik Noel Zancanella Aaron Jennings | Mac Ben Rice                                   | 3:08    |  |
| 17.            | "All I Want (For Christmas)"                  | James Newman Preston Philip Cook | Phil Cook                                      | 3:01    |  |
| Duração total: | Duração total:                                | Duração total: | Duração total:                                 | 54:35   |  |

## Históricos de lançamentos
| Região      | Data                  | Formato                        | Edição | Gravadora       | Ref.                                             |
| ----------- | --------------------- | ------------------------------ | ------ | --------------- | ------------------------------------------------ |
| Mundo       | 6 de dezembro de 2019 | (padrão, azul, rosa e pintura) | Padrão | Capitol Records | [ 11 ] [ 12 ] [ 13 ] [ 14 ] [ 15 ] [ 16 ] [ 17 ] |
| Reino Unido | 6 de dezembro de 2019 | CD (assinado)                  | Padrão | Capitol Records | [ 18 ]                                           |